# Sphagomyia botswana
Sphagomyia botswana là một loài ruồi trong họ Asilidae. Sphagomyia botswana được Londt miêu tả năm 2002. Loài này phân bố ở vùng nhiệt đới châu Phi.